# Переробка відпрацьованого ядерного палива
Переробка відпрацьованого ядерного палива — процес, за якого хімічною обробкою з відпрацьованого ядерного палива (ВЯП) добувається уран, плутоній і радіоактивні ізотопи.

## Історія
Спочатку ВЯП переробляли виключно з метою видобування плутонію під час виробництва ядерної зброї. В даний час напрацювання збройового плутонію практично припинено. Згодом виникла необхідність у переробці палива енергетичних реакторів. Одна з цілей переробки палива енергетичних реакторів — повторне використання як енергетичного реакторного палива, зокема в складі МОХ-палива або для реалізації закритого паливного циклу (ЗЯТЦ).
У Росії першим підприємством, здатним переробляти ВЯП, вважається виробниче об'єднання «Маяк», засноване 1948 року. Інші великі радіохімічні заводи на території Росії, це Сибірський хімічний комбінат і Желєзногорський гірничо-хімічний комбінат. Великі радіохімічні виробництва діють в Англії (завод Селлафілд), у Франції (завод Cogema); плануються виробництва в Японії (Rokkasho, 2010-і), Китаї (Lanzhou, 2020), Красноярську-26 (РТ-2, 2020-і). США відмовилися від масової переробки вивантаженого з реакторів палива і зберігають його в спеціальних сховищах.

## Технології
Ядерне паливо найчастіше являє собою герметичний контейнер зі сплаву цирконію або сталі, часто іменований тепловидільним елементом (ТВЕЛ). Уран у ТВЕЛі має форму невеликих таблеток з оксиду або (значно рідше) інших термостійких сполук урану, наприклад нітриду урану. Під час розпаду урану утворюється багато нестабільних ізотопів інших хімічних елементів, зокрема й газоподібних. Вимоги безпеки регламентують герметичність ТВЕЛа протягом усього терміну служби, і всі ці продукти розпаду залишаються всередині ТВЕЛа. Крім продуктів розпаду залишаються значні кількості урану-238, невеликі кількості невигорілого урану-235 і напрацьований у реакторі плутоній.
Завдання переробки — мінімізувати радіаційну небезпеку ВЯП, безпечно утилізувати невикористовувані компоненти, виділити корисні речовини і забезпечити їх подальше використання. Для цього найчастіше застосовуються хімічні методи розділення. Найпростішими методами є переробка в розчинах, однак ці методи дають найбільшу кількість рідких радіоактивних відходів, тому такі методи були популярними тільки на зорі ядерної ери. Нині шукають методи з мінімізацією кількості відходів, переважно твердих. Їх простіше утилізувати зіскленням.
В основі всіх сучасних технологічних схем переробки відпрацьованого ядерного палива лежать екстракційні процеси, найчастіше так званий пюрекс-процес (від англ. Pu U Recovery EXtraction), який полягає у відновній реекстракції плутонію зі спільного екстракту з ураном і продуктами поділу. Конкретні схеми переробки відрізняються набором реагентів, послідовністю окремих технологічних стадій, апаратурним оформленням.
Плутоній, виділений під час переробки, можна використати як паливо в суміші з оксидом урану. Для палива після досить тривалої кампанії майже дві третини плутонію припадає на ізотопи Pu-239 і Pu-241 і близько третини на Pu-240, тому його не можна використати для виготовлення надійних і передбачуваних ядерних зарядів (240-й ізотоп є забруднювачем).

## Критика
Глобальною проблемою переробки ВЯП є величезна кількість радіоактивних відходів, зокрема з тривалими періодами напіврозпаду. Сам процес переробки вимагає значної кількості хімічних реагентів (кислот, лугів, води і органічних розчинників), оскільки по суті матеріал паливної збірки повністю хімічно розчиняється в кислотах або лугах, після чого виділяються цільові продукти. У відходах залишаються як використані реагенти, які набули наведеної радіоактивності, так і залишкові, або непотрібні фракції матеріалів ВЯП.
На 2003 рік на підприємствах Мінатому Росії в 105 пунктах зберігання зберігалося понад 500 млн м³ рідких радіоактивних відходів (РРВ), сумарна альфа-активність яких оцінюється в 1,9·1016 Бк, а сумарна бета-активність — 7,3·1011 Бк; і твердих радіоактивних відходів (ТРО), сумарна альфа-активність яких становить 6·1015 Бк і бета-активність — 8,1·1018, містилося в 274 пунктах зберігання близько 180 млн т.
В 1 т ВЯП, щойно витягнутого з реактора типу ВВЕР, міститься 950–980 кг урану-235 і 238, 5–10 кг плутонію, продуктів поділу (1,2–1,5 кг цезію-137, 770 г технецію-90, 500 г стронцію-90, 200 г йоду-129, 12–15 г самарію-151), мінорних актиноїдів (500 г нептунію-237, 120–350 г америцію-241 і 243, 60 г кюрію-242 і 244), а також у меншій кількості радіоізотопи селену, цирконію, паладію, олова та інших елементів. Хоча багато ізотопи мають періоди напіврозпаду від доби до десятків діб, для багатьох інших він становить десятки років і для деяких — від сотень тисяч до десятків мільйонів років, що в людських масштабах становить вічність.
Недовговічні продукти поділу:
| Нуклід | Т1 / 2     | Нуклід | Т1 / 2     |
| 85Kr   | 10.8 року  | 144Pr  | 17.28 хв   |
| 137Cs  | 26.6 року  | 106Rh  | 30.07 с    |
| 90Sr   | 29 років   | 147Pm  | 2.6 року   |
| 137mBa | 156 діб    | 134Cs  | 2.3 року   |
| ------ | ---------- | ------ | ---------- |
| 90Y    | 2.6 діб    | 154Eu  | 8.8 року   |
| 144Ce  | 284.91     | 155Eu  | 4.753 року |
| 106Ru  | 371.8 доби |        |            |

Довговічні продукти поділу:
| нуклід | 79Se         | 99Tc         | 93Zr         | 126Sn       | 129I         | 135Cs       |
| ------ | ------------ | ------------ | ------------ | ----------- | ------------ | ----------- |
| Т1 / 2 | 2.95 · 105 р | 2.11 · 105 р | 1.53 · 106 р | 2.3 · 105 р | 1.57 · 107 р | 2.3 · 106 р |

Навіть розвиток і вдосконалення технологій переробки не вирішує її основних проблем. Настільки тривалі періоди напіврозпаду пов'язані з неможливістю організації надійних сховищ і високими витратами на утримання і обслуговування сховищ протягом сотень або навіть тисяч років. Ніби просунута нинішня технологія підземного поховання відходів у геологічних формаціях не вирішує проблеми природних катаклізмів. Навіть через 1 млн років сильний землетрус може розкрити все ще радіоактивні пласти поховання. Зберігання в наземних сховищах і могильниках не виключає ризиків аварій такого ж типу, які неодноразово відбувалися на ВО «Маяк». Тобто на 2021 рік переробка ВЯП, попри позитивне висвітлення в ЗМІ, пов'язана зі значними мінусами й ризиками, які незрівнянно перевищують ризики, наприклад, використання викопних джерел енергії.